# 732472 Grahamhill
732472 Grahamhill è un asteroide della fascia principale. Scoperto nel 2007, presenta un'orbita caratterizzata da un semiasse maggiore pari a 2,646529 UA e da un'eccentricità di 0,249750, inclinata di 17,727448° rispetto all'eclittica.